# Tournoi de clôture du championnat du Guatemala de football 2004
Navigation
Saison précédente Saison suivante
Le Tournoi Clausura 2004 est le dixième tournoi saisonnier disputé au Guatemala.
C'est cependant la 57e fois que le titre de champion du Guatemala est remis en jeu.
Lors de ce tournoi, le CSD Municipal a tenté de conserver son titre de champion du Guatemala face aux neuf meilleurs clubs guatémaltèques.
Chacun des dix clubs participant était confronté deux fois aux neuf autres équipes. Puis les six meilleurs se sont affrontés lors d'une phase finale à la fin du tournoi.
Seulement une place était qualificative pour la Copa Interclubes UNCAF.

## Les 10 clubs participants
| \| Guatemala: Aurora FC CSD Comunicaciones CSD Municipal Antigua GFC Guatemala Cobán Imperial Guatemala CD Jalapa Deportivo Marquense Guatemala Deportivo Teculután Xelaju MC Deportivo Zacapa \| Localisation des clubs. |
| Guatemala: Aurora FC CSD Comunicaciones CSD Municipal Antigua GFC Guatemala Cobán Imperial Guatemala CD Jalapa Deportivo Marquense Guatemala Deportivo Teculután Xelaju MC Deportivo Zacapa                               |

Ce tableau présente les dix équipes qualifiées pour disputer le championnat 2003-2004. On y trouve le nom des clubs, le nom des stades dans lesquels ils évoluent ainsi que la capacité et la localisation de ces derniers.
| Club                     | Stade                           | Capacité | Ville             |
| Antigua GFC              | Stade Pensativo                 | 10 000   | Antigua Guatemala |
| Aurora FC                | Stade de l'Ejército             | 13 300   | Guatemala City    |
| Cobán Imperial           | Stade Verapaz                   | 15 000   | Cobán             |
| CSD Comunicaciones       | Stade Mateo Flores              | 30 000   | Guatemala City    |
| CD Jalapa                | Stade Las Flores                | 15 000   | Jalapa            |
| Deportivo Marquense      | Stade Marquesa de la Ensenada   | 10 000   | San Marcos        |
| CSD Municipal            | Stade Mateo Flores              | 30 000   | Guatemala City    |
| Deportivo Teculután (en) | Stade Julio Héctor Paz Castilla | 4 000    | Teculután         |
| Xelaju MC                | Stade Mario Camposeco           | 11 000   | Quetzaltenango    |
| Deportivo Zacapa         | Stade David Ordoñez Bardales    | 10 000   | Zacapa            |

## Compétition
Le tournoi Clausura se déroule de la même façon que les tournois saisonniers précédents, en deux phases :
- La phase de qualification : les dix-huit journées de championnat.
- La phase finale : les matchs aller-retour allant des quarts de finale à la finale.

### Phase de qualification
Lors de la phase de qualification les dix équipes affrontent à deux reprises les neuf autres équipes selon un calendrier tiré aléatoirement.
Les deux meilleures équipes sont qualifiées directement pour les demi-finales et les quatre suivantes pour les quarts de finale.
Le classement est établi sur le barème de points classique (victoire à 3 points, match nul à 1, défaite à 0).
Le départage final se fait selon les critères suivants :
- Le nombre de points.
- La différence de buts générale.
- Le nombre de buts marqué.

#### Classement
| Rang | Équipe                   | Pts | J  | G  | N | P  | Bp | Bc | Diff |
| ---- | ------------------------ | --- | -- | -- | - | -- | -- | -- | ---- |
| 1    | CSD Municipal T          | 35  | 18 | 10 | 5 | 3  | 42 | 28 | +14  |
| 2    | Cobán Imperial           | 31  | 18 | 9  | 4 | 5  | 25 | 23 | +2   |
| 3    | CD Jalapa P              | 29  | 18 | 9  | 2 | 7  | 38 | 30 | +8   |
| 4    | Deportivo Marquense      | 28  | 18 | 7  | 7 | 4  | 32 | 25 | +7   |
| 5    | Aurora FC                | 24  | 18 | 6  | 6 | 6  | 27 | 29 | -2   |
| 6    | CSD Comunicaciones       | 23  | 18 | 5  | 8 | 5  | 22 | 24 | -2   |
| 7    | Antigua GFC              | 23  | 18 | 7  | 2 | 9  | 27 | 30 | -3   |
| 8    | Xelaju MC                | 20  | 18 | 5  | 5 | 8  | 27 | 34 | -7   |
| 9    | Deportivo Zacapa         | 19  | 18 | 5  | 4 | 9  | 32 | 32 | 0    |
| 10   | Deportivo Teculután (en) | 15  | 18 | 4  | 3 | 11 | 28 | 45 | -17  |

| Légende : Qualifications et relégations | Légende : Qualifications et relégations          |
| --------------------------------------- | ------------------------------------------------ |
|                                         | Qualifié pour les demi-finales                   |
|                                         | Qualifié pour les quarts de finale               |
|                                         | T Tenant du titre P Promu de la saison 2002-2003 |

#### Matchs
| Résultats (▼dom., ►ext.)                                   | Ant | Aur | Cob | Com | Jal | Mar | Mun | Tec | Xel | Zac |
| Antigua GFC                                                |     | 2-0 | 1-3 | 0-1 | 2-0 | 2-1 | 1-2 | 3-1 | 4-0 | 1-0 |
| Aurora FC                                                  | 3-1 |     | 3-3 | 1-1 | 2-1 | 1-1 | 2-1 | 1-2 | 0-0 | 1-1 |
| Cobán Imperial                                             | 1-0 | 1-1 |     | 0-0 | 1-0 | 2-1 | 1-1 | 1-0 | 1-0 | 2-1 |
| CSD Comunicaciones                                         | 2-3 | 0-2 | 2-0 |     | 4-2 | 3-3 | 1-1 | 0-0 | 0-1 | 0-3 |
| CD Jalapa                                                  | 3-1 | 5-1 | 2-0 | 1-1 |     | 4-1 | 3-3 | 4-1 | 3-0 | 3-2 |
| Deportivo Marquense                                        | 2-0 | 1-0 | 2-0 | 0-0 | 3-0 |     | 2-2 | 4-3 | 3-0 | 3-1 |
| CSD Municipal                                              | 3-1 | 4-1 | 3-2 | 0-2 | 2-1 | 4-2 |     | 5-0 | 4-2 | 2-1 |
| Deportivo Teculután (en)                                   | 3-3 | 1-4 | 4-2 | 5-2 | 1-4 | 0-0 | 1-2 |     | 1-2 | 2-1 |
| Xelaju MC                                                  | 3-0 | 2-1 | 1-2 | 1-1 | 1-2 | 2-2 | 3-3 | 4-1 |     | 3-3 |
| Deportivo Zacapa                                           | 2-2 | 2-3 | 1-3 | 1-2 | 4-0 | 1-1 | 2-0 | 3-2 | 3-2 |     |
| - Victoire à domicile - Match nul - Victoire à l'extérieur |     |     |     |     |     |     |     |     |     |     |

### Classement cumulatif
| Rang | Équipe                   | Pts | J  | G  | N  | P  | Bp | Bc | Diff |
| ---- | ------------------------ | --- | -- | -- | -- | -- | -- | -- | ---- |
| 1    | CSD Municipal C          | 69  | 36 | 20 | 9  | 7  | 78 | 52 | +26  |
| 2    | CSD Comunicaciones       | 59  | 36 | 15 | 14 | 7  | 60 | 45 | +15  |
| 3    | Cobán Imperial C         | 57  | 36 | 16 | 9  | 11 | 47 | 42 | +5   |
| 4    | CD Jalapa P              | 52  | 36 | 15 | 7  | 14 | 74 | 65 | +9   |
| 5    | Deportivo Marquense      | 47  | 36 | 12 | 11 | 13 | 55 | 60 | -5   |
| 6    | Xelaju MC                | 44  | 36 | 12 | 8  | 16 | 52 | 60 | -8   |
| 7    | Aurora FC                | 43  | 36 | 10 | 13 | 13 | 43 | 54 | -11  |
| 8    | Antigua GFC              | 42  | 36 | 11 | 9  | 16 | 45 | 51 | -6   |
| 9    | Deportivo Teculután (en) | 39  | 36 | 10 | 9  | 17 | 53 | 72 | -19  |
| 10   | Deportivo Zacapa         | 38  | 36 | 9  | 11 | 16 | 59 | 65 | -6   |

| Légende : Qualifications et relégations | Légende : Qualifications et relégations                                        |
| --------------------------------------- | ------------------------------------------------------------------------------ |
|                                         | Copa Interclubes UNCAF 2004 (en) (2e Tour)                                     |
|                                         | Copa Interclubes UNCAF 2004 (en) (1er Tour)                                    |
|                                         | Qualifié pour les barrages de promotion/relégation                             |
|                                         | Relégué en Primera División de Guatemala                                       |
|                                         | C Vainqueur d'un des deux tournois de la saison P Promu de la saison 2002-2003 |

### Barrages de promotion/relégation
Les huitième et neuvième du championnat affrontent respectivement les troisième et deuxième de la Primera División de Guatemala. En cas d'égalité sur la somme des deux matchs, une prolongation et une séance de tirs au but ont éventuellement lieu.
| Club                     | Aller | Retour | Club               | Commentaire |
| Antigua GFC              | 0-2   | 3-0    | Juventud Retalteca |             |
| Deportivo Teculután (en) | 1-3   | 1-2    | CD Heredia         |             |

### La phase finale
Les six équipes qualifiées sont réparties dans le tableau final d'après leur classement général, le premier affrontant lors des demi-finales le vainqueur du quart opposant le quatrième au cinquième et le deuxième affrontant le vainqueur du quart opposant le troisième au sixième.
En cas d'égalité sur la somme des deux matchs, c'est l'équipe étant la mieux classé lors de la compétition régulière qui l'emporte à l'exception de la finale où une prolongation puis une séance de tirs au but ont éventuellement lieu.

#### Tableau
|  |                     |                |                |               |               |     |   |            |            |            |            |               |     |   |        |        |        |        |        |  |  |
|  | 1/4 de finale       | 1/4 de finale  | 1/4 de finale  | 1/4 de finale | 1/4 de finale |     |   | 1/2 finale | 1/2 finale | 1/2 finale | 1/2 finale | 1/2 finale    |     |   | Finale | Finale | Finale | Finale | Finale |  |  |
|  |                     |                |                |               |               |     |   |            |            |            |            |               |     |   |        |        |        |        |        |  |  |
|  |                     |                |                |               |               |     |   |            |            |            |            |               |     |   |        |        |        |        |        |  |  |
|  |                     |                |                |               |               |     |   |            |            |            |            |               |     |   |        |        |        |        |        |  |  |
|  |                     |                |                |               |               |     |   |            |            |            |            |               |     |   |        |        |        |        |        |  |  |
|  |                     |                |                |               |               |     |   |            |            |            |            |               |     |   |        |        |        |        |        |  |  |
|  | CSD Municipal       | (1)            | 1              | 5             |               |     |   |            |            |            |            |               |     |   |        |        |        |        |        |  |  |
|  | CSD Municipal       | (1)            | 1              | 5             |               |     |   |            |            |            |            |               |     |   |        |        |        |        |        |  |  |
|  |                     |                | Aurora FC      | (5)           | 2             | 0   |   |            |            |            |            |               |     |   |        |        |        |        |        |  |  |
|  | Deportivo Marquense | (4)            | Aurora FC      | (5)           | 2             | 0   | 1 | 1          |            |            |            |               |     |   |        |        |        |        |        |  |  |
|  | Deportivo Marquense | (4)            |                |               |               |     |   |            |            |            |            |               |     |   |        |        |        |        |        |  |  |
|  | Aurora FC           | (5)            | 2              | 1             |               |     |   |            |            |            |            |               |     |   |        |        |        |        |        |  |  |
|  | Aurora FC           | (5)            | 2              | 1             |               |     |   |            |            |            |            | CSD Municipal | (1) | 2 | 2      |        |        |        |        |  |  |
|  |                     |                |                |               |               |     |   |            |            |            |            | CSD Municipal | (1) | 2 | 2      |        |        |        |        |  |  |
|  |                     | Cobán Imperial | (2)            | 3             | 2             |     |   |            |            |            |            |               |     |   |        |        |        |        |        |  |  |
|  | CD Jalapa           | Cobán Imperial | (2)            | 3             | 2             | (3) | 1 | 3          |            |            |            |               |     |   |        |        |        |        |        |  |  |
|  | CD Jalapa           |                |                |               |               |     | 1 | 3          |            |            |            |               |     |   |        |        |        |        |        |  |  |
|  | CSD Comunicaciones  | (6)            | 0              | 3             |               |     |   |            |            |            |            |               |     |   |        |        |        |        |        |  |  |
|  | CSD Comunicaciones  | (6)            | 0              | 3             | CD Jalapa     | (3) | 1 | 0          |            |            |            |               |     |   |        |        |        |        |        |  |  |
|  |                     |                |                |               |               | (3) | 1 | 0          |            |            |            |               |     |   |        |        |        |        |        |  |  |
|  |                     |                | Cobán Imperial | (2)           | 1             | 4   |   |            |            |            |            |               |     |   |        |        |        |        |        |  |  |
|  |                     |                |                |               |               | 4   |   |            |            |            |            |               |     |   |        |        |        |        |        |  |  |
|  |                     |                |                |               |               |     |   |            |            |            |            |               |     |   |        |        |        |        |        |  |  |
|  |                     |                |                |               |               |     |   |            |            |            |            |               |     |   |        |        |        |        |        |  |  |
|  |                     |                |                |               |               |     |   |            |            |            |            |               |     |   |        |        |        |        |        |  |  |

#### Quarts de finale
| Club                | Aller | Retour | Club               | Commentaire |
| Deportivo Marquense | 1-2   | 1-1    | Aurora FC          |             |
| CD Jalapa           | 1-0   | 3-3    | CSD Comunicaciones |             |

#### Demi-finales
| Club           | Aller | Retour | Club      | Commentaire |
| CSD Municipal  | 1-2   | 5-0    | Aurora FC |             |
| Cobán Imperial | 1-1   | 4-0    | CD Jalapa |             |

#### Finale
| Match aller | Cobán Imperial                                                    | 3:2   | CSD Municipal                           | Stade Verapaz |  |
| 2 juin 2004 | 22e Walter Estrada · 35e José Mendoza · 57e (pen.) César Trujillo | (2:0) | 47e Mauricio Risso · 81e Mauricio Risso |               |  |

| Match retour | CSD Municipal                               | 2:2 (a.p.) | Cobán Imperial                               | Stade Mateo Flores |  |
| 6 juin 2004  | 43e Carlos Figueroa · 86e Cristian Chaparro | (2:0)      | 33e Walter Estrada · 97e Tránsito Montepeque |                    |  |

## Bilan du tournoi
| Tournoi de clôture du championnat de football du Guatemala 2004 |                          |
| Champion                                                        | Cobán Imperial           |
| Dauphin                                                         | CSD Municipal            |
| Coupes et trophées                                              |                          |
| Vainqueur Copa Centenario                                       | CSD Municipal            |
| Qualifications continentales                                    |                          |
| Copa Interclubes UNCAF 2004 (en) (Deuxième tour)                | CSD Municipal            |
| Copa Interclubes UNCAF 2004 (en) (Premier tour)                 | Cobán Imperial           |
| Promotions et relégations                                       |                          |
| Promus en Liga Nacional de Guatemala                            | CD Heredia               |
| Promus en Liga Nacional de Guatemala                            | Deportivo Suchitepéquez  |
| Relégués en Primera División de Guatemala                       | Deportivo Zacapa         |
| Relégués en Primera División de Guatemala                       | Deportivo Teculután (en) |